# Simon McBurney
Simon Montagu McBurney (Cambridge, 25 augustus 1957) is een Brits acteur, schrijver en theaterregisseur. Hij is oprichter en directeur van het Théâtre de Complicité / Complicite. McBurney is in Nederland vooral bekend vanwege een aantal door hem geregisseerde voorstellingen binnen het Holland Festival.

## Levensloop
Simon McBurney werd in 1957 geboren in de Engelse universiteitsstad Cambridge. Zijn vader, Charles McBurney, was een Amerikaans archeoloog en wetenschapper. Zijn moeder, Anne Francis Edmondstone (geboren Charles), was een secretaresse met Engels-Schots-Ierse voorouders. McBurney studeerde Engelse literatuur aan de Universiteit van Cambridge, waar hij in 1980 afstudeerde. Kort daarna vertrok hij naar Parijs waar hij een theateropleiding volgde aan het Institut Jacques Lecoq.
Simon McBurney is sinds zijn tienerjaren bevriend met de actrice Emma Thompson. De Australische actrice Jacqueline McKenzie is al vele jaren zijn levenspartner.

## Loopbaan
In 1983 richtte hij samen met Annabel Arden en Marcello Magni het Théâtre de Complicité op, een reizend theatergezelschap dat veel gebruikmaakt van multimedia-technieken, maar ook van lichamelijke uitdrukkingskracht van de betrokken acteurs. Enkele theaterprodukties werden ook verfilmd, waaronder Mnemonic (1999) en The Elephant Vanishes (2003). In 2002 regisseerde hij Bertolt Brecht's Der aufhaltsame Aufstieg des Arturo Ui, dat onder meer met Al Pacino in de hoofdrol in New York werd opgevoerd.
In 2000 produceerde hij de live-show van het Britse komische duo French and Saunders. Samen met Dawn French speelde hij ook in de tv-comedyserie The Vicar of Dibley. Vanaf 2010 speelt hij de rol van aartsdeken Robert in de BBC comedyserie Rev. Verder speelde McBurney tal van grote en kleine rollen in speelfilms en tv-series.
In Nederland vestigde McBurney zijn reputatie door een aantal spraakmakende voorstellingen, onder andere in het kader van het Holland Festival. A Disappearing Number, gebaseerd op de levens van de wiskundigen Srinivasa Aaiyangar Ramanujan en Godfrey Harold Hardy, was in 2007 in de Stadsschouwburg Amsterdam te zien. In 2010 regisseerde hij de opera A Dog's Heart van Alexander Raskatov in het Amsterdamse Muziektheater. In 2012 regisseerde hij in het Holland Festival een indringende voorstelling gebaseerd op de roman The Master and Margarita van Michail Boelgakov. In hetzelfde jaar bracht De Nederlandse Opera zijn enscenering van Mozart's Die Zauberflöte. In 2016 was hij opnieuw te gast op het Holland Festival met The Encounter, een door hemzelf gespeelde solovoorstelling, waarin hij het publiek door middel van koptelefoons meeneemt naar het Amazoneregenwoud.

## Theaterproducties
- 1997: The Caucasian Chalk Circle en The Chairs
- 1998/1999: The Street of Crocodiles (herneming) en The Vertical Line
- 1999: Mnemonic
- 2000: Light
- 2001–2002: The Noise of Time (een biografie van Dmitri Sjostakovitsj)
- 2002: Genoa 01 en ''Der aufhaltsame Aufstieg des Arturo Ui
- 2003: The Elephant Vanishes van Haruki Murakami
- 2004: Strange Poetry en Measure for Measure
- 2007: A Disappearing Number
- 2008: Shun-kin 春琴
- 2010: A Dog's Heart (opera)
- 2012: The Master and Margarita
- 2012: Die Zauberflöte (opera)
- 2015: The Encounter

## Filmografie
- 1991: Kafka
- 1993: Being Human
- 1993: Mesmer
- 1994: A Business Affair
- 1994: Tom & Viv
- 1996: The Ogre
- 1997: The Caucasian Chalk Circle
- 1998: Cousin Bette
- 1999: Inside-Out
- 1999: Onegin – A life in St. Petersburg
- 2000: The Furnace
- 2000: Changing Stages (mini-tv-serie)
- 2003: Skagerrag
- 2003: Bright Young Things
- 2003: The Reckoning
- 2004: The Manchurian Candidate
- 2004: Human Touch
- 2006: Friends with Money
- 2006: Mr. Bean's Holiday
- 2006: The Last King of Scotland
- 2007: The Golden Compass
- 2008: The Duchess
- 2008: Body of Lies
- 2010: Robin Hood
- 2010: Harry Potter en de Relieken van de Dood deel 1
- 2011: Tinker, Tailor, Soldier, Spy
- 2014: Magic in the Moonlight
- 2015: Mission: Impossible – Rogue Nation
- 2016: The Conjuring 2
- 2016: Allied
- 2018: The Mercy
- 2020: Siberia
- 2020: Wolfwalkers
- 2022: The Pale Blue Eye
- 2024: Nosferatu

## Onderscheidingen, nominaties
- 1998: Laurence Olivier Award ("beste theaterregie van 1997", voor The Caucasian Chalk Circle)
- 1999: London Critics’ Circle Theatre Award ("beste nieuwe productie", voor Mnemonic)
- 2005: Officier in de Orde van het Britse Rijk
- 2007: Nominering voor de Nestroyprijs (Wiener Festwochen), voor A Disappearing Number
- 2008: Konrad-Wolfprijs
- 2012: Op het 66e Festival van Avignon was hij "Artiste Associé"